# Pretérito imperfecto
El pretérito imperfecto de indicativo o copretérito de indicativo es un tiempo verbal frecuente en las lenguas romances. Describe una acción o estado en el pasado cuyos límites temporales no son relevantes, es decir, un tiempo gramatical del pasado con aspecto gramatical imperfectivo.

## En lenguas romances
Las lenguas romances suelen oponer un pretérito imperfecto a un pretérito perfecto. Así sucede en francés, portugués, italiano o catalán por ejemplo donde la distinción estaba presente en latín. En latín había un único pretérito imperfecto (amābam, monēbam, lēgēbam, audēbam 'amaba, advertía, leía, oía') que se oponía a un pretérito perfecto (amāvī, monuī, lēgī, audīvī 'amé, advertí, leí, oí').
Las lenguas romances añadieron además una forma compuesta, por lo que en los primeros estados de las lenguas romances existían al menos tres pretéritos: el imperfecto (amaba), el perfecto simple (amé) y el perfecto compuesto (he amado). Con el tiempo algunas lenguas han perdido algunas de estas formas: en francés y en algunos dialectos italianos el perfecto simple no se usa en el lenguaje hablado, y en algunos dialectos del español el perfecto compuesto ha caído en desuso. En francés el perfecto compuesto es el único que se usa en la práctica, salvo en el lenguaje literario, como sucede también en parte en alemán, donde el pretérito perfecto compuesto ha desplazado casi completamente al pretérito perfecto simple, perdiéndose las sutiles diferencias semánticas entre ambos. [cita requerida] En catalán, por el contrario, ha surgido un nuevo pretérito perfecto perifrástico que ha sustituido en muchos dialectos al perfecto simple original.
La situación de las lenguas romances contrasta con la de las lenguas germánicas que se caracterizan por poseer un pretérito simple (que puede ser perfecto o imperfecto según el contexto); compárense las oraciones del inglés:
I worked here for many years (perfecto)
'Trabajé aquí muchos años'
I worked here during the financial crisis. (imperfecto)
'Yo Trabajé/Trabajaba aquí durante la crisis financiera'
Aunque algunas veces es recomendable utilizar el pasado continuo o progresivo para sustituir al pretérito imperfecto, en especial cuando se habla de eventos puntuales en el tiempo; relegándose la forma anteriror sólo a eventos duraderos (como una crisis): 
I was walking here when the accident happened. (pasado continuo)
'Caminaba/Estaba caminando por aquí cuando sucedió el accidente'.

### En español
En español, por ejemplo, en la oración "Juan entraba", la acción de "entrar" está indicada como algo en proceso, sin definir si se completó a falta de contexto. No sabemos si Juan llegó a entrar o no, solo que eso intentaba. En contraste, en la oración "Juan entró", la acción se completó y Juan está definitivamente dentro sin más contexto. Esta última forma se llama pretérito perfecto simple, e indica que la acción sí fue completada.
Hay otros usos del pretérito imperfecto en español (llamados usos desplazados del tiempo verbal) que no cumplen verdaderamente con ser imperfectivos:
- Para denotar acciones que ocurrieron de manera habitual o repetida en el pasado. «Me despertaba a las ocho y estudiaba hasta las doce». [1]
- Para denotar características inherentes o distintivas de algo o alguien, incluso si se sabe que ya ha muerto o no existe: «Mi tatarabuela tenía ojos grises; Mi casa era grande, pero la demolieron».
- Al relatar sueños o visiones (uso modal), «Soñé que era presidente y me mataban» [1]

Otros usos modales prescindibles son:
- Para proponer escenarios lúdicos:«Juguemos a que yo era/soy presidente y ustedes eran/son diputados» [1]
- Para referirse a algo que el emisor recuerda con anterioridad, incluso si habla sobre el futuro: «Usted me dijo que era/es de Colombia; ¿Tu sobrino no era/es médico?» «Creo que el tren salía/sale/saldrá mañana a las ocho de la mañana»[1]
- En expresiones de cortesía: «Quería/quisiera/querría pedirle algo, si no es molestia».[2]

Existe también en español un pretérito imperfecto de subjuntivo (también llamado simplemente imperfecto o pretérito de subjuntivo), con terminaciones en -se o en -ra (cantara o cantase, partiera o partiese, temiera o temiese). Expresa acciones o estados del pasado que se consideran subjetivos o condicionados. Por ejemplo, en "iba a comer cuando llegaras", la acción de "llegar" está indicada como posibilidad en la mente del hablante, sin determinar si se verificó en la realidad o no.

## En lenguas germánicas
En las lenguas germánicas occidentales únicamente aparecen dos pretéritos: una forma simple (que puede ser perfectiva o imperfectiva según el contexto), y una forma compuesta con el verbo equivalente a 'haber' o 'ser'. En estas lenguas no hay una diferencia explícita entre formas de imperfecto y perfecto en la forma simple, por lo que la interpretación del aspecto gramatical debe deducirse del contexto, algunos ejemplos:
I went to the cinema (inglés) / Ich ging ins Kino (alemán) : 'Fui/Iba al cine'
I have gone to the cinema (inglés) / Ich bin ins Kino gegangen (alemán) : 'He ido al cine'